# جزیره سانتا کلارا
جزیره سانتا کلارا (اسپانیایی: Isla Santa Clara‎ ) یک جزیره کوچک و خالی از سکنه در اقیانوس آرام، در سواحل جزیره رابینسون کروزوئه در گروهی از جزایر معروف به جزایر خوان فرناندز است. این جزیره منشا آتشفشانی دارد و تقریباً ۱ کیلومتر (۰٫۶ مایل) طول و ۰٫۶ کیلومتر (۰٫۴ مایل) عرض دارد. این گروه از جزایر از نظر سیاسی بخشی از کشور آمریکای جنوبی شیلی است و از نظر اداری به منطقه والپارایسو اختصاص دارد.

## جغرافیا
سانتا کلارا کوچکترین جزیره جزایر خوان فرناندز است و مساحتی در حدود ۲٫۲ کیلومتر مربع (۰٫۸ مایل مربع) دارد. سانتا کلارا از سمت جنوب توسط آب‌سنگ احاطه شده‌است. این جزیره آتشفشانی مربوط به گروهی از سه جزیره است. محل آن در ۱٫۵ کیلومتر (۰٫۹ مایل) جنوب غربی جزیره رابینسون کروزوئه و دارای سطحی عمدتاً مسطح با حداکثر ارتفاع ۳۷۶ متر (۱٬۲۳۴ فوت) در بر روی تپه جوهاو است. بر اساس ویژگی‌های زمین‌ریخت‌شناختی و ترکیب گدازه‌های آن، گمان می‌رود که سانتا کلارا اولین کانون آتشفشانی بوده که منجر به پیدایش جزیره رابینسون کروزوئه شده‌است و بنابراین قدمت بیشتری دارد - ۵٫۸ میلیون سال (در مقایسه با ۳٫۸–۴٫۲. میلیون سال).
سانتا کلارا شامل صخره‌های آتشفشانی و چندین ساحل کوچک، از جمله سواحلی با ماسه سفید است. در فاصله کمی از منتهی الیه غربی جزیره سانتا کلارا، یک جزیره صخره ای کوچک وجود دارد و در نوک جنوبی همان جزیره، یک نوار شنی متشکل از سنگ‌های مختلف وجود دارد که آب را می‌شکند. با نزدیک شدن به جزیره سانتا از سوی شمال، این آبخُست ظاهری شبیه یک پرتگاه یا دیواره دارد. اما با نزدیک شدن از سمت جنوب، این جزیره نمایی فرسایش‌یافته از تپه‌های مخروطی و صخره‌هایی با برش عجیب نشان می‌دهد. آب‌های اطراف جزیره دارای کف دریایی سنگی با جریان‌های قوی است. دسترسی با قایق به جزیره به خصوص در هوای طوفانی خطرناک است، زیرا امواج شکننده از هر سو با قدرت درهم می‌ریزند.

## آب و هوا
سانتا کلارا در ارتفاع کم جای گرفته و بارندگی نسبتاً کمی دارد. میزان بارندگی نیز به نوسان ال نینو-جنوبی بستگی دارد. آب و هوا نیمه گرمسیری است که به شدت تحت تأثیر نوسانات به سمت شمال جریان سرد اقیانوسی هامبالت نیمه‌قطبی و بادهای بسامان جنوب شرقی است که الگوی بارندگی در زمستان و تابستان کم و یک محیط دمایی پایدار را ایجاد می‌کند. دما در طول سال از ۳ درجه سلسیوس (۳۷ درجه فارنهایت) تا ۳۴ درجه سلسیوس (۹۳ درجه فارنهایت) متغیر است. با میانگین سالانه ۱۵٫۴ درجه سلسیوس (۶۰ درجه فارنهایت).

## گیاهان و جانوران

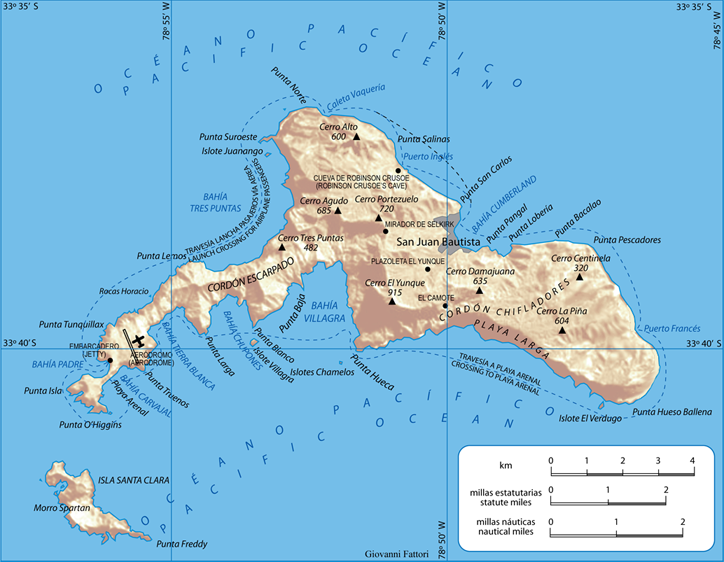
جزیره سانتا کلارا طبق نقشه

سانتا کلارا به‌طور کلی متروک و بایر است، اما در دامنه شرقی آن تعدادی درخت وجود دارد و در نوک شمال غربی جریانی از آب در امتداد تنگه جاری است که به دریا می‌رسد. پوشش گیاهی کم در گذشته توسط گله‌های بز بر روی صخره‌ها فرسایش یافته‌است. خرگوش‌های وحشی بزرگترین تهدید در جزیره هستند زیرا اثرات مخربی بر زیستگاه‌های جزیره دارند.
اکثریت پوشش گیاهی اصلی جزیره با بوته‌ها و علف‌ها جایگزین شده‌است. پوشش گیاهی آن به صورت بوته‌زار، سنگ‌های بی ثمر، درختان در اندازه‌های مختلف، و درختچه مخلوط با سرخس و گیاهان چند ساله است. هیچ منبع دائمی آب شیرین در جزیره وجود ندارد. مهره داران ساکن این جزیره شامل پرندگانی هستند که برخی از آنها در خطر انقراض‌اند و لانه خود را در جزیره می‌سازند یا از آن بازدید می‌کنند. این جزیره (به همراه جزیره همسایه رابینسون کروزوئه ) توسط BirdLife International به عنوان منطقه مهم پرندگان (IBA) شناخته شده‌است.

## دولت
این جزیره خالی از سکنه بخشی از یک شهرداری در منطقه والپارایسو است که جزیره ایستر نیز از آنجا اداره می‌شود. فعالیت‌های اقتصادی اصلی صید خرچنگ خاردار، شاه‌میگوی صخره‌ای خوآن فرناندز و گردشگری است. کل مجمع الجزایر از سال ۱۹۷۷ بخشی از یک ذخیره گاه طبیعی به نام پارک ملی ارچیپیلگو فرناندز بوده‌است.